# Evgenij Lemeško
Evgenij Filippovič Lemeško (in russo Евгений Филиппович Лемешко?; Nikolaev, 11 dicembre 1930 – Grecia, 2 giugno 2016) è stato un allenatore di calcio e calciatore sovietico, dal 1991 ucraino, di ruolo portiere.

## Biografia
Fu un arbitro di calcio della sezione di Kiev.

## Palmarès

### Giocatore

#### Competizioni nazionali
- Coppa dell'Unione Sovietica: 1

Dinamo Kiev: 1954

### Allenatore

#### Competizioni nazionali
- Pervaja Liga: 1

Metalist: 1981
- Coppa dell'URSS: 1

Metalist: 1987-1988